# Nemoraea semiobscura
Nemoraea semiobscura là một loài ruồi trong họ Tachinidae.